# Guglielmo Agnelli
Guglielmo Agnelli, detto anche Fra Guglielmo (Pisa, 1238 circa – Pisa, 1313 circa), è stato uno scultore e architetto italiano.

## Biografia

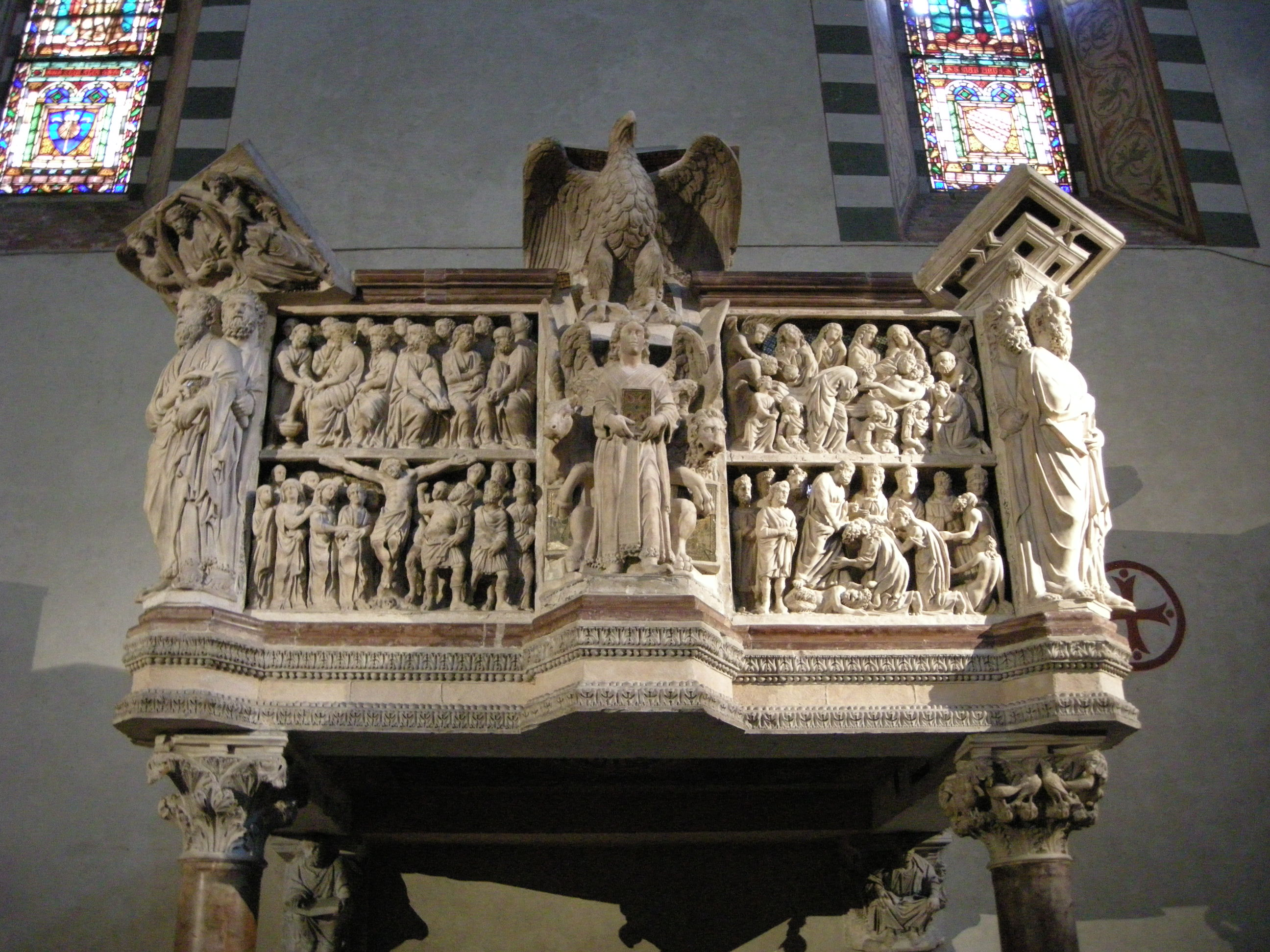
San Giovanni Fuorcivitas, pulpito

Agnelli fu allievo di Nicola Pisano, il quale portò agli splendori la scultura ispirandosi all'arte greca e romana.
Guglielmo Agnelli entrò a far parte dell'Ordine dei Domenicani nel 1257 a Pisa.
Il suo lavoro più celebre è costituito dalla serie di meravigliosi rilievi eseguiti, insieme a Nicola Pisano e Arnolfo di Cambio, per la famosa arca di San Domenico nella basilica di San Domenico a Bologna.
La critica gli attribuisce il pulpito della chiesa di San Giovanni Fuorcivitas a Pistoia, che portava il nome di fra' Guglielmo e la data di esecuzione, 1270, in un'iscrizione in mosaico, andata perduta nello spostamento del pulpito nel 1778.
Nel 1293 lavorò presso il duomo di Orvieto.
Nel 1304 ritornò nella sua città natale, Pisa, per eseguire alcune opere di scultura e architettura, e dove lavorò sulla facciata della chiesa di San Michele in Borgo, realizzando bassorilievi storici.